# Novi commentarii Societatis Regiae Scientiarum Gottingensis
Novi commentarii Societatis Regiae Scientiarum Gottingensis (abreviado Novi Comment. Soc. Regiae Sci. Gott.) fue una revista científica ilustrada con descripciones botánicas, editada en Gotinga (Alemania) y de la que se publicaron ocho números (1771 a 1778). Fue precedida por Commentarii Societatis Regiae Scientiarum Gottingensis y reemplazada por Commentationes Societatis Regiae Scientiarum Gottingensis.